# 19413 Grantlewis
19413 Grantlewis è un asteroide della fascia principale. Scoperto nel 1998, presenta un'orbita caratterizzata da un semiasse maggiore pari a 2,3864869 UA e da un'eccentricità di 0,1249693, inclinata di 6,13187° rispetto all'eclittica.